# Cabinet du Conseil
Pour les articles homonymes, voir Cabinet du roi.

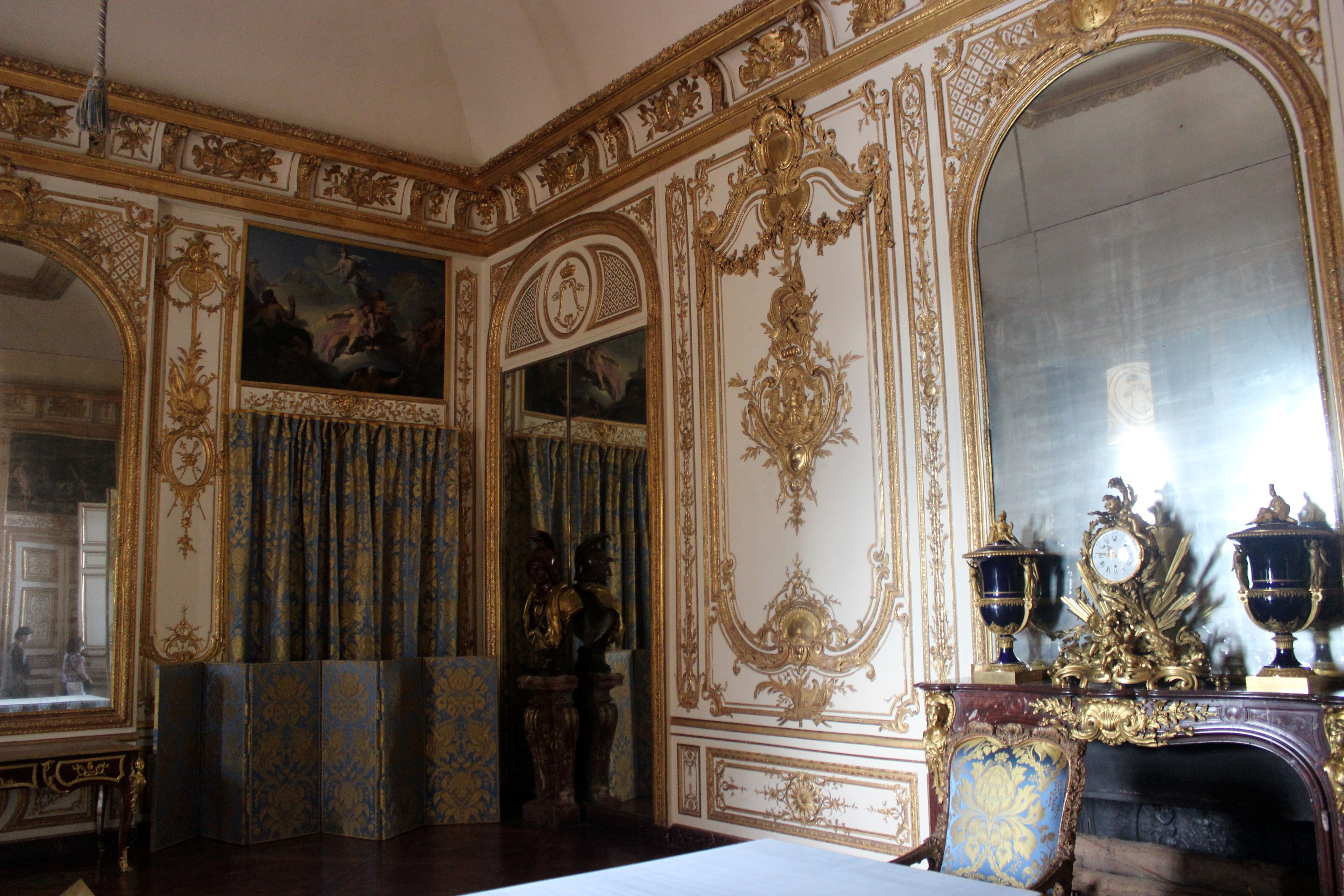
Vue générale du cabinet du Conseil

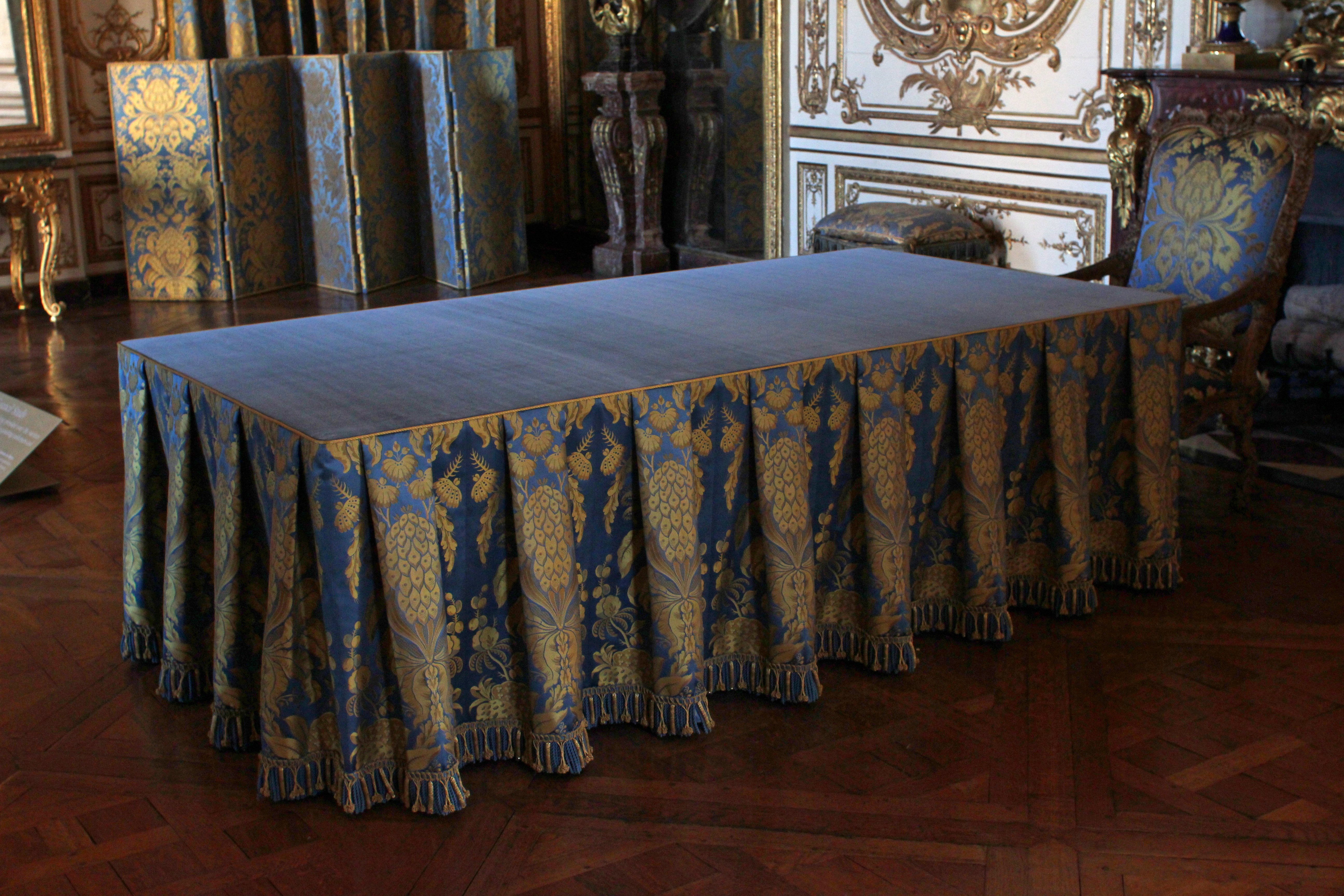
Vue de la table du Cabinet du Conseil.

Le Cabinet du Conseil ou Cabinet du roi est une salle de l'appartement du Roi au Château de Versailles. C'est de là que les Rois successifs dirigèrent la France de 1682 à 1789. Les conseils de gouvernement y siégeaient tous les jours, à 11h.

## Localisation
Le Cabinet du Roi (puis du Conseil) est situé dans l'aile centrale du Château de Versailles, attenant à la Chambre du Roi et donnant sur la Cour de Marbre. Ses portes ouvrent sur la Chambre du Roi, la Galerie des Glaces et l'Appartement intérieur du Roi.

## Historique
Du temps de Louis XIV cette salle était plus petite, puisqu'une partie du cabinet actuel était alors le Cabinet des Perruques. Elle était appelée «Cabinet du Roi», mais elle avait la même fonction que sous ses successeurs, soit celle d'accueillir les conseils.
Les lundis (tous les quinze jours), mercredis, jeudis et dimanches a lieu le Conseil d’État ou Conseil « d’en-haut », les mardis et samedis sont consacrés au Conseil royal des Finances, tandis que les vendredis sont consacrés au Conseil de conscience (affaires religieuses). Enfin, le Conseil des dépêches (c’est-à-dire traitant des affaires intérieures) se réunit les lundis, tous les quinze jours quand il n’y a pas Conseil d’État. Ces mêmes jours, le roi peut aussi décider d’étudier l’avancement des programmes de travaux. Cinq ou six ministres travaillent avec le monarque qui parle peu, écoute beaucoup et décide toujours en dernier lieu.
Ce n'est qu'en 1755 que la pièce prendra son aspect actuel. Le Cabinet des Perruques sera réuni au Cabinet du Roi pour former le Cabinet du Conseil, Louis XV ayant son propre cabinet dans son appartement intérieur.
Le nouveau cabinet est décoré de boiseries dorées sculptées par Jules-Antoine Rousseau sur les dessins de Ange-Jacques Gabriel. On réutilise aussi une partie des anciens panneaux pour recouvrir les murs. Ces panneaux sont ornés de nouveaux motifs comme des trophées, des attributs de l’armée, de la marine et de la justice. On y dispose de splendides objets d'art: une pendule de style rocaille (1754), un buste d’Alexandre le Grand en porphyre et deux vases de Mars et de Minerve en porcelaine de Sèvres et bronze ciselés par Pierre-Philippe Thomire (1787).